# Saab Catherina

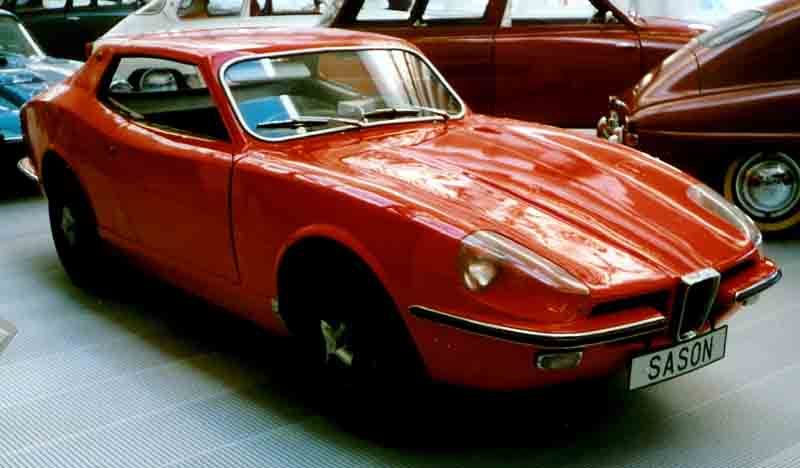
ASJ 97

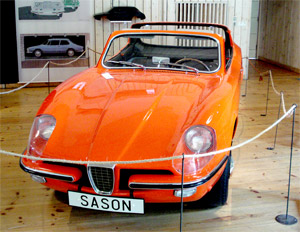

Saab Catherina är en prototyp från 1964 som byggdes på beställning av Saab. Den designades av Sixten Sason och tillverkades vid Aktiebolaget Svenska Järnvägsverkstäderna (ASJ) i Katrineholm (därav bilens namn). Det är en röd, tvåsitsig sportbil med targa-tak.
Sason, som jobbade som frilans för Saab, gjorde några ritningar till en liten sportcoupé i början av 1960-talet. Eftersom Saab planerade tillverkningen av en liten sportmodell fick han i uppdrag att anpassa designen för serietillverkning. Projektet startades i januari 1963 och i maj började tillverkningen av prototypen vid ASJ. Den visades först 24 april 1965 på Linköpings Sportcenter.
Av ekonomiska skäl använde Catherina många delar från Saab 96 och hade samma hjulbas, längre än den accepterade designen. Den hade ett targatak som kunde stoppas undan i bagageutrymmet. Det kom sig av den inbyggda störtbågen. Ett nytt koncept inom bilindustrin och föregick Porsche 911 Targa från 1966 som populariserade designen och även gav den dess namn. Sason designade också några andra ovanliga saker till Catherina, som takmonterade strålkastare. Dessa användes inte på prototypen eftersom man måste anpassa den för serietillverkning.
Efter att prototypen testkörts kom man fram till att mer utveckling behövdes. Under tiden hade en annan prototyp, Saab MFI-13, byggd av MFI (Malmö Flygindustri), dykt upp och Saab valde istället den som bas för sin nya sportmodell, d.v.s. vad som kom att bli Sonett II. Catherina hamnade som utställningsföremål på Saabmuseet i Trollhättan, men Sason återanvände en del designelement i Saab 99.
Av de två exemplar av bilen som byggdes finns bägge bevarade. Den ena står uppställd på Saabs bilmuseum i Trollhättan, medan den andra är privatägd.
Denna prototyp har i varje bok och tidningsartikel ända sedan 60-talet kallats Catherina, men i det dokument från ASJ:s arkiv, där Sixten Sasons föreslår namnet på bilen står det Catharina, likaså på det ursprungliga emblem som sedan 2008 åter igen sitter på plats på instrumentpanelens handskfackslucka på bilen på Saabs bilmuseum.